# آستین فلینت دوم
آستین فلینت دوم (انگلیسی: Austin Flint II؛ ‏ ۲۸ مارس ۱۸۳۶ – ۲۱ سپتامبر ۱۹۱۵) پزشک آمریکایی بود. او پژوهش‌های تجربی گسترده‌ای در حوزهٔ فیزیولوژی انسانی انجام داد و چندین اکتشاف مهم نیز به ثبت رساند. او در درک عملکرد قندزایی کبد سهیم بود و نشان داد که یکی از وظایف کبد جداسازی کلسترین از خون است که محصول دستگاه عصبی است که به اجزای تشکیل‌دهنده صفرا تبدیل شده و پس از آن میز به چیزی که او آن را «استرکورین» (که امروزه بدان کوپروستانول می‌گویند) مبدل می‌شود و یکی از دلایل بدبویی مدفوع است.
وی پزشکی را در دانشگاه لویی‌ویل، دانشکده پزشکی هاروارد و دانشگاه توماس جفرسون آموخت و مدرکش را در سال ۱۸۵۷ دریافت کرد. وی نسل ششم از خانوادگی از پزشکان میان سال‌های ۱۷۳۳ تا ۱۹۵۵ بود.
آستین فلینت عضو انجمن پزشکی آمریکا، انجمن پیشبرد علوم آمریکا، فرهنگستان علوم و انجمن روان‌پزشکی آمریکا بود.
قوس فلینت که یک قوس شریانی-وریدی در پایه مدولای کلیه است، به افتخار او نامگذاری شده است.